# Kröger-Vink-Notation
Als Kröger-Vink-Notation bezeichnet man eine Reihe von Konventionen, die zur Darstellung von elektrischer Ladung und Position von Gitterfehlern in Kristallen benutzt werden. Die Notation wurde vorgeschlagen von Ferdinand Anne Kröger und Hendrik Jan Vink.

## Syntax
{\displaystyle M_{S}^{C}}
mit
- der Spezies M:
  - Atome – zum Beispiel Si, Ni, O, Cl
  - Freie Gitterpositionen – V
  - Elektronen – e
  - Löcher – h.
- der Gitterposition S, welche die Spezies besetzt. Zum Beispiel kann Ni die Gitterposition besetzen, welche normalerweise von Cu besetzt werden würde. In diesem Fall würde M durch Ni ersetzt werden und S durch Cu. Die Position könnte auch eine Zwischengitterstelle sein, dann wird für S das Symbol 'i' eingesetzt (engl. inter lattice position).
- der elektrischen Ladung C relativ zur Ladung des dort normalerweise vorhandenen Ions. Zum Beispiel hat Nickel oft die gleiche Anzahl von Valenzelektronen wie Kupfer, so dass die relative Ladung Null ist.
  - Zur Kennzeichnung, dass kein Ladungsunterschied zwischen ersetztem und ersetzendem Ion besteht, wird das {\displaystyle \times } Symbol verwendet.
  - Ein einzelnes {\displaystyle \bullet } Symbol wird verwendet, um eine einfach positive Ladung zu kennzeichnen, zwei {\displaystyle \bullet } Symbole kennzeichnen eine doppelt positive Ladung.
  - Negative relative Ladungen werden mit dem Symbol {\displaystyle '} gekennzeichnet oder auch mit dem Schrägstrich {\displaystyle /} oder dem Minuszeichen {\displaystyle -}.

## Beispiele
{\displaystyle {\text{Al}}_{\text{Al}}^{\times }} = Ein Aluminium-Ion befindet sich auf der Gitterposition eines Aluminium-Ions. Die relative Ladung ist deswegen Null.
{\displaystyle {\text{Ni}}_{\text{Cu}}^{\times }} = Ein Nickel-Ion befindet sich auf der Gitterposition eines Kupfer-Ions. Die relative Ladung ist Null.
{\displaystyle {\text{V}}_{\text{Cl}}^{\bullet }} = Eine Leerstelle (engl. void), an der sich normalerweise ein Chlorid-Ion befinden würde. Die relative Ladung ist einfach positiv.
{\displaystyle {\text{Ca}}_{\text{i}}^{\bullet \bullet }} = Ein Calcium-Ion befindet sich auf einem Zwischengitterplatz. Die relative Ladung ist zweifach positiv.
{\displaystyle {\text{e}}_{}^{'}} = Ein Elektron mit einfach negativer Ladung.